# Gejza
Gejza (mađ. Géza nagyfejedelem, 945. – 997.) bio je Veliki knez Mađara između 972. i 997. godine.

## Život
Gejza je bio sin Takšonja, Velikog kneza Mađara. Tijekom očeve vladavine oženio je Šarolt, kćer kneza Transilvanije, a njihov će sin Stjepan 1003. preuzeti kontrolu nad majčinom postojbinom. Nakon očeve smrti 972. godine, Gejza postaje Veliki knez Mađara, a ubrzo po krunidbi prima kršćansku vjeru i dopušta preobraćenje Mađara.
Njegovom vladavinom završavaju pljačkaški pohodi Mađara, a on sam će sklopiti savez sa Svetim Rimskim Carstvom. Kada se njemački plemić Henrik pobunio protiv Svetog Rimskog Cara Otona III., Mađarska je plemiću objavila rat. To ipak neće spriječiti praktičnog Gejzu da sklopi desetak godina kasnije dogovor s Henrikom od Bavarske o vjenčanju svog sina i nasljednika Stjepana za njegovu kćer.
Gejza je umro 997. godine, ostavivši prijestolje u nasljeđe svom jedinom sinu Stjepanu.